# Списак чланова Друштва српске словесности
Друштво српске словесности је основано 1841, али је прве чланове добило маја 1842. године. Рад друштва је био прекинут од августа 1842. до августа 1844. Друштво српске словесности је укинуо кнез Михаило 27. јануара 1864. Међутим, убрзо је основано Српско учено друштво и чланови Друштва српске словесности су могли писмено да се изјасне да ли се прихватају чланства у новооснованом друштву.
На овој страници се налази списак чланова Друштва српске словесности у периоду 1841—1864.
| Име и презиме                    | Дат. рођења                      | Дат. смрти                        | Кореспондентни     | Редовни           | Почасни           |
| -------------------------------- | -------------------------------- | --------------------------------- | ------------------ | ----------------- | ----------------- |
| Димитрије Аврамовић              | 7. март 1815.                    | 1. март 1855.                     | 28. децембар 1847. |                   |                   |
| Јевтимије Аврамовић              | 1. мај 1823.                     | 14. јун 1889.                     |                    | 13. јануар 1857.  |                   |
| Андреј Ајншпилер                 | 13. новембар 1813.               | 16. јануар 1888.                  | 13. јануар 1863.   |                   |                   |
| Иван Сергејевич Аксаков          | 26. септембар / 8. октобар 1823. | 27. јануар / 8. фебруар 1886.     | 21. јануар 1862.   |                   |                   |
| Миша Анастасијевић               | 24. фебруар 1803.                | 27. јануар 1885.                  |                    |                   | 17. фебруар 1863. |
| Александар Андрић                | 1816.                            | 4. август 1876.                   |                    | 13. јануар 1863.  |                   |
| Лазар Арсенијевић Баталака       | 1793.                            | 15. јануар 1869.                  |                    |                   | 11. јун 1842.     |
| Платон Атанацковић               | 29. јун 1787.                    | 9/21. април 1867.                 |                    |                   | 11. јун 1842.     |
| Вјекослав Бабукић                | 16. јун 1812.                    | 20. децембар 1875.                | 11. јун 1842.      |                   |                   |
| Димитрије Балаитски              | 1822.                            | 7. август 1880.                   |                    | 2. јануар 1855.   |                   |
| Матија Бан                       | 16. децембар 1818.               | 1/14. март 1903.                  |                    | 12. јануар 1858.  |                   |
| Петар Безсонов                   | 4/16. јун 1828.                  | 22. фебруар / 6. март 1898.       | 13. јануар 1863.   |                   |                   |
| Ђорђе Берисављевић               | 25. мја / 6. јун 1828.           | 18/30. јун 1898.                  | 13. јануар 1863.   |                   |                   |
| Павле Бибић                      | 1. март 1790.                    | 1. децембар 1869.                 | 8. јануар 1850.    |                   |                   |
| Јанез Блајвајс                   | 19. новембар 1808.               | 28. новембар 1881.                | 3. јануар 1851.    |                   |                   |
| Димитрије Николајевич Блудов     | 5/16. април 1785.                | 19. фебруар / 2. март 1864.       |                    |                   | 3. јануар 1854.   |
| Константин Богдановић            | 21. фебруар 1811.                | 27. април 1854.                   |                    | 11. јун 1842.     |                   |
| Јосиф Максимович Бођански        | 31. октобар / 12. новембар 1808. | 6/18. септембар 1877.             | 2. јануар 1855.    |                   |                   |
| Никола Боројевић                 | 1796.                            | 23. фебруар 1872.                 | 7. август 1844.    |                   |                   |
| Стојан Бошковић                  | 3.1833.                          | 21. фебруар / 5. март 1908.       | 21. јануар 1862.   |                   |                   |
| Константин Бранковић             | 20. мај 1814.                    | 22. новембар 1865.                |                    | 11. јун 1842.     |                   |
| Игњат Алојзије Брлић             | 30. август 1795.                 | 27. март 1855.                    | 11. јун 1842.      |                   |                   |
| Ами Буе                          | 16. март 1794.                   | 22. новембар 1881.                | 13. јануар 1857.   |                   |                   |
| Јован Валента                    | 1826.                            | 7. јун 1887.                      | 21. јануар 1862.   |                   |                   |
| Алимпије Васиљевић               | 21. новембар 1831.               | 21. јануар / 3. фебруар 1911.     |                    | 21. јануар 1862.  |                   |
| Јан Вацлик                       | 1830.                            | 1918.                             | 13. јануар 1863.   |                   |                   |
| Стојан Вељковић                  | 1.1831.                          | 22. април 1925.                   |                    | 13. јануар 1857.  |                   |
| Стефан Верковић                  | 4. март 1821.                    | 30. децембар 1893.                | 13. јануар 1863.   |                   |                   |
| Јован Косески Весел              | 12. септембар 1798.              | 26. март 1884.                    | 3. јануар 1851.    |                   |                   |
| Јосиф Веселић                    | 5. август 1823.                  | 20. август 1873.                  | 3. јануар 1854.    |                   |                   |
| Глигорије Возаровић              | 1/12. август 1790.               | 10/22. јануар 1848.               |                    |                   | 10. фебруар 1845. |
| Александр Христофорович Востоков | 16/27. март 1781.                | 8/20. фебруар 1864.               | 2. јануар 1855.    |                   |                   |
| Станко Враз                      | 30. јун 1810.                    | 20. мај 1851.                     | 1. август 1848.    |                   |                   |
| Владимир Вујић                   | 8. новембар 1818.                | 16. децембар 1882.                |                    | 2. јануар 1855.   |                   |
| Алекса Вукомановић               | 9. март 1826.                    | 25. октобар 1859.                 |                    | 4. јануар 1853.   |                   |
| Јован Гавриловић                 | 3. новембар 1796.                | 29. јул 1877.                     |                    | 1. август 1848.   |                   |
| Људевит Гај                      | 8. јул 1809.                     | 20. април 1872.                   | 11. јун 1842.      |                   |                   |
| Илија Гарашанин                  | 16. јануар 1812.                 | 10. јун 1874.                     |                    |                   | 5. фебруар 1845.  |
| Јаков Герчић                     | 10. новембар 1788.               | 2. септембар 1851.                | 8. јануар 1850.    |                   |                   |
| Александар Гиљфердинг            | 2/14. јул 1831.                  | 20.јун / 2. јул 1872.             | 13. јануар 1857.   |                   |                   |
| Јакоб Грим                       | 4. јануар 1785.                  | 20. септембар 1863.               | 2. јануар 1849.    |                   |                   |
| Антоније Гродер                  | 1806.                            | 22. јануар 1885.                  | 21. јануар 1862.   |                   |                   |
| Јеврем Грујић                    | 8. новембар 1827.                | 15/27. септембар 1895.            |                    | 2. јануар 1855.   |                   |
| Никанор Грујић                   | 1. децембар 1810.                | 8. април 1887.                    | 1. август 1848.    |                   |                   |
| Радован Дамњановић               | 29. август 1811.                 | 14. март 1858.                    |                    |                   | 13. јануар 1846.  |
| Ђуро Даничић                     | 6. април 1825.                   | 17. новембар 1882.                | 2. јануар 1849.    |                   |                   |
| Виљем Дентон                     | 1815.                            | 1888.                             | 13. јануар 1863.   |                   |                   |
| Јаков Димшић                     | око 1800.                        | 4. август 1887.                   |                    | 13. јануар 1846.  |                   |
| Огист Дозон                      | 1822.                            | 31. децембар 1890.                | 21. јануар 1862.   |                   |                   |
| Јован Драгашевић                 | 4. фебруар 1836.                 | 1. јул 1915.                      |                    | 21. фебруар 1862. |                   |
| Адам Драгосављевић               | 18. фебруар 1800.                | 16. јун 1862.                     | 11. јун 1842.      |                   |                   |
| Јанко Драшковић                  | 20. октобар 1770.                | 14. јануар 1856.                  |                    |                   | 11. јун 1842.     |
| Јован Ђорђевић                   | 13/25. новембар 1826.            | 9/22. април 1900.                 | 13. јануар 1863.   |                   |                   |
| Јаков Живановић                  | 18. фебруар 1808.                | 9. август 1861.                   | 1. август 1848.    |                   |                   |
| Илија Захаријевић                | 1812.                            | 5.1853.                           |                    | 13. јануар 1846.  |                   |
| Константин Петрович Зеленецки    | 1812.                            | 1858.                             | 4. јануар 1853.    |                   |                   |
| Никанор Зисић                    | 1829.                            | 25. октобар 1866.                 |                    | 13. јануар 1863.  |                   |
| Лазар Зубан                      | 1795.                            | 15. јун 1850.                     |                    | 1. август 1844.   |                   |
| Јаша Игњатовић                   | 26. новебар / 8. децембар 1822.  | 23. јун / 5. јул 1889.            | 21. јануар 1862.   |                   |                   |
| Јован Илић                       | 12/24. август 1825.              | 12/25. март 1901.                 |                    | 13. јануар 1857.  |                   |
| Тимотеј Илић                     | 28. март 1795.                   | 24. новембар 1851.                | 8. јануар 1850.    |                   |                   |
| Димитрије Исаиловић              | 26. октобар 1783.                | 29. мај 1853.                     |                    | 27. мај 1842.     |                   |
| Владимир Јакшић                  | 23. април 1824.                  | 16/28. август 1899.               |                    | 8. јануар 1850.   |                   |
| Антон Јанежић                    | 19. децембар 1828.               | 18. септембар 1869.               | 13. јануар 1863.   |                   |                   |
| Алекса Јанковић                  | 1806.                            | 10. јун 1869.                     |                    |                   | 26. август 1845.  |
| Милован Јанковић                 | 1. новембар 1828.                | 8/20. октобар 1899.               |                    | 2. јануар 1855.   |                   |
| Франтишек Јан Језбера            | 15. јануар 1829.                 | 3. новембар 1901.                 | 13. јануар 1863.   |                   |                   |
| Владимир Јовановић               | 28. септембар 1833.              | 4. март 1922.                     |                    | 21. фебруар 1862. |                   |
| Евгеније Јовановић               | 19. фебруар 1802.                | 14. септембар 1854.               | 7. август 1844.    |                   |                   |
| Јероним Јовановић                | 1825.                            | 10. јун 1894.                     | 13. јануар 1863.   |                   |                   |
| Коста Јовановић                  | 1832.                            | 15/27. април 1895.                |                    | 21. фебруар 1862. |                   |
| Михаило Јовановић                | 19. август 1826.                 | 5/17. фебруар 1898.               |                    |                   | 13. јануар 1857.  |
| Панта Јовановић                  | 1828.                            | 24. децембар 1885.                |                    | 8. јануар 1850.   |                   |
| Петар Јовановић                  | 25. јун 1800.                    | 5. фебруар 1855.                  | 1. август 1848.    |                   |                   |
| Петар Јовановић                  | 18. фебруар 1800.                | 22. септембар 1864.               |                    |                   | 11. јун 1842.     |
| Јован Јовановић Змај             | 24. новембар / 6. децембар 1833. | 1/14. јун 1904.                   | 21. јануар 1862.   |                   |                   |
| Сава Јовшић                      | 1816.                            | 18/30. септембар 1875.            |                    | 13. јануар 1846.  |                   |
| Емилијан Јосимовић               | 1823.                            | 25. мај 1897.                     |                    | 1. август 1848.   |                   |
| Вук Караџић                      | 26. октобар 1787.                | 26. јануар 1864.                  | 11. јун 1842.      |                   |                   |
| Сергије Каћански                 | 1. фебруар 1813.                 | 12. јануар 1859.                  | 2. јануар 1849.    |                   |                   |
| Стеван Книћанин                  | 15. фебруар 1807.                | 14. мај 1855.                     |                    |                   | 2. јануар 1849.   |
| Јован Ковач                      | ?                                | 2. јануар 1883.                   |                    | 13. јануар 1863.  |                   |
| Јан Колар                        | 29. јул 1793.                    | 24. јануар 1852.                  | 11. јун 1842.      |                   |                   |
| Јозеф Колар                      | 15. март 1830.                   | 23. април 1910.                   | 13. јануар 1863.   |                   |                   |
| Илија Милосављевић Коларац       | 1800.                            | 6. октобар 1878.                  |                    |                   | 21. јануар 1862.  |
| Јернеј Копитар                   | 21. август 1780.                 | 11. август 1844.                  | 11. јун 1842.      |                   |                   |
| Никола Крстић                    | 20. септембар 1829.              | 11/24. јануар 1902.               |                    | 3. јануар 1854.   |                   |
| Иван Кукуљевић Сакцински         | 29. мај 1816.                    | 1. август 1889.                   | 12. јануар 1858.   |                   |                   |
| Фрањо Курелац                    | 28. децембар 1810.               | 15. јун 1874.                     | 3. јануар 1851.    |                   |                   |
| Василије Лазић                   | 1. јануар 1798.                  | 17. август 1876.                  |                    | 1. август 1844.   |                   |
| Владимир Иванович Ламански       | 26. јун / 8. јул 1833.           | 19. новембар / 2. децембар 1914.  | 13. јануар 1863.   |                   |                   |
| Милоје Лешјанин                  | 16. новембар 1830.               | 13. април 1867.                   |                    | 13. јануар 1863.  |                   |
| Рајко Лешјанин                   | 18. јануар 1825.                 | 19. октобар 1872.                 |                    | 3. јануар 1851.   |                   |
| Константин Магазиновић           | 4.1819.                          | 16. новембар 1891.                |                    | 1. август 1848.   |                   |
| Матија Зиљски Мајар              | 7. фебруар 1809.                 | 31. јул 1892.                     | 13. јануар 1863.   |                   |                   |
| Аполон Александрович Мајков      | 28. јул / 9. август 1826.        | 17/30. октобар 1902.              | 12. јануар 1858.   |                   |                   |
| Никифор Максимовић               | 12. јануар 1788.                 | 28. фебруар 1853.                 |                    |                   | 13. јануар 1846.  |
| Ђорђе Малетић                    | 1/13. март 1816.                 | 1/13. јануар 1888.                | 28. децембар 1847. |                   |                   |
| Атанас Манакис                   | ?                                | ?                                 | 8. јануар 1861.    |                   |                   |
| Вук Маринковић                   | 24. децембар 1807.               | 7. август 1859.                   |                    | 8. јануар 1850.   |                   |
| Дамјан Маринковић                | 8.1816.                          | 1. јул 1860.                      |                    | 13. јануар 1857.  |                   |
| Јован Мариновић                  | 1821.                            | 30. јул 1893.                     |                    | 26. август 1845.  |                   |
| Мелентије Марковић               | 1806.                            | 26. октобар 1848.                 |                    |                   | 1. август 1848.   |
| Стефан Марковић                  | 26. децембар 1804.               | 29. новембар / 10. децембар 1864. |                    | 27. мај 1842.     |                   |
| Димитрије Матић                  | 18. август 1821.                 | 17. октобар 1884.                 |                    | 1. август 1848.   |                   |
| Петар Матић                      | 27. јун 1797.                    | 12. фебруар 1860.                 | 7. август 1844.    |                   |                   |
| Вацлав Александар Маћејовски     | 1792.                            | 9/10. фебруар 1883.               | 12. јануар 1858.   |                   |                   |
| Стеван Мачај                     | 1823.                            | 1. октобар 1889.                  | 21. јануар 1862.   |                   |                   |
| Јован Машин                      | 1820.                            | 24. децембар 1884.                |                    | 21. фебруар 1862. |                   |
| Данило Медаковић                 | 26. јануар 1819.                 | 5. новембар 1881.                 | 4. јануар 1853.    |                   |                   |
| Милорад Медаковић                | 11.1824.                         | 14/26. март 1897.                 |                    | 13. јануар 1863.  |                   |
| Аћим Медовић                     | 8. мај 1815.                     | 11/23. мај 1893.                  | 28. децембар 1847. |                   |                   |
| Димитрије Милаковић              | 7. новембар 1805.                | 28. август 1858.                  | 11. јун 1842.      |                   |                   |
| Светозар Милетић                 | 10/22. фебруар 1826.             | 22. јануар / 4. фебруар 1901.     | 21. јануар 1862.   |                   |                   |
| Милан Ђ. Милићевић               | 4. јун 1831.                     | 4/17. новембар 1908.              |                    | 13. јануар 1857.  |                   |
| Милан Миловук                    | 26. јануар 1825.                 | 28. фебруар 1883.                 |                    | 21. фебруар 1862. |                   |
| Сима Милутиновић Сарајлија       | 3. октобар 1791.                 | 30. децембар 1847.                |                    | 27. мај 1842.     |                   |
| Карл Лудвиг Мишеле               | 4. децембар 1801.                | 16. децембар 1893.                | 2. јануар 1855.    |                   |                   |
| Николај Никифорович Мурзакевич   | 21. април / 3. мај 1806.         | 15/27. октобар 1883.              | 4. јануар 1853.    |                   |                   |
| Ђорђе Мушицки                    | 9. јун 1811.                     | 1. април 1887.                    |                    | 11. јун 1842.     |                   |
| Николај Иванович Надеждин        | 5/17. октобар 1804.              | 11/23. јануар 1856.               | 11. јун 1842.      |                   |                   |
| Ђорђе Натошевић                  | 19. јул 1821.                    | 11. јул 1887.                     | 21. јануар 1862.   |                   |                   |
| Јеврем Ненадовић                 | 29. септембар 1793.              | 6. април 1867.                    |                    |                   | 13. јануар 1846.  |
| Љубомир П. Ненадовић             | 14. септембар 1826.              | 21. јануар / 2. фебруар 1895.     |                    | 1. август 1848.   |                   |
| Матија Ненадовић                 | 1777.                            | 29. новембар 1854.                |                    |                   | 10. фебруар 1845. |
| Димитрије П. Нешић               | 1810.                            | 1857.                             |                    | 2. јануар 1855.   |                   |
| Јоаникије Нешковић               | 14. јануар 1804.                 | 20. фебруар 1873.                 |                    |                   | 12. јануар 1858.  |
| Исак Никифоровић                 | ?                                | око 1884.                         |                    |                   | 2. јануар 1849.   |
| Георгије Николајевић             | 1807.                            | 8. фебруар 1896.                  | 11. јун 1842.      |                   |                   |
| Константин Николајевић           | 1821.                            | 1. октобар 1877.                  |                    | 10. фебруар 1845. |                   |
| Сава Николајевић                 | око 1784.                        | 7. јануар 1847.                   |                    |                   | 13. јануар 1846.  |
| Атанасије Николић                | 18. јануар 1803.                 | 28. јул 1882.                     |                    | 27. мај 1842.     |                   |
| Сергије Николић                  | 1816.                            | 8. новембар 1874.                 |                    | 11. јун 1842.     |                   |
| Доситеј Новаковић                | 1784.                            | 2. април 1854.                    |                    |                   | 13. јануар 1846.  |
| Никола Новаковић                 | ?                                | 27. јул 1863.                     |                    | 13. јануар 1857.  |                   |
| Јеврем Обреновић                 | 18. март 1790.                   | 8. септембар 1856.                |                    |                   | 11. јун 1842.     |
| Јован Павловић                   | 30. јануар 1804.                 | 24. април 1861.                   | 11. јун 1842.      |                   |                   |
| Лука Павловић                    | 1811.                            | ?                                 |                    | 13. јануар 1846.  |                   |
| Теодор Павловић                  | 14. фебруар 1804.                | 12. август 1854.                  | 7. август 1844.    |                   |                   |
| Михаило Панић                    | 1817.                            | 12. јануар 1878.                  |                    | 13. јануар 1857.  |                   |
| Ђорђе Пантелић                   | 1836.                            | 14/27. август 1913.               |                    | 13. јануар 1863.  |                   |
| Јован Пантелић                   | 16. новембар 1812.               | 28. април 1888.                   | 4. јануар 1853.    |                   |                   |
| Ђорђе Пантелин                   | 27. септембар 1802.              | 5. јун 1859.                      | 11. јун 1842.      |                   |                   |
| Јосиф Панчић                     | 5/17. април 1814.                | 25. фебруар / 8. март 1888.       | 8. јануар 1850.    |                   |                   |
| Јован Пачић                      | 6. новембар 1771.                | 4. децембар 1849.                 | 7. јул 1844.       |                   |                   |
| Константин Пеичић                | 1802.                            | 25. мај 1882.                     | 7. август 1844.    |                   |                   |
| Петар Пејачевић                  | 20. фебруар 1804.                | 15. април 1887.                   |                    |                   | 11. јун 1842.     |
| Божидар Петрановић               | 18. фебруар 1809.                | 31. август / 12. септембар 1874.  | 11. јун 1842.      |                   |                   |
| Димитрије Мита Петровић          | 14. октобра 1848.                | 17. децембра 1891.                | 30. јануар 1883.   | 2. јануар 1855.   |                   |
| Петар II Петровић Његош          | 1/13. новембар 1812.             | 19/31. октобар 1851.              |                    |                   | 11. јун 1842.     |
| Сава Петровић                    | око 1792.                        | 3. јун 1861.                      |                    |                   | 13. јануар 1846.  |
| Аврам Петронијевић               | 2. септембар 1791.               | 10. април 1852.                   |                    |                   | 5. фебруар 1845.  |
| Милан Петронијевић               | 11. новембар 1831.               | 1/14. октобар 1914.               |                    | 2. јануар 1855.   |                   |
| Павле Арс. Поповић               | око 1812.                        | 12. јун 1849.                     |                    | 1. август 1844.   |                   |
| Владислав Поповић                | 16. јануар 1809.                 | 2. октобар 1856.                  |                    | 2. јануар 1855.   |                   |
| Гаврило Поповић                  | 11. октобар 1811.                | 7. фебруар 1871.                  |                    | 11. јун 1842.     |                   |
| Ђорђе Поповић                    | 20. октобар 1832.                | 25. март / 7. април 1914.         | 21. јануар 1862.   |                   |                   |
| Јован Стерија Поповић            | 1. јануар 1806.                  | 26. фебруар 1856.                 |                    | 27. мај 1842.     |                   |
| Корнелије Поповић                | око 1820.                        | 1849.                             |                    | 13. јануар 1846.  |                   |
| Милош Поповић                    | 1820.                            | 27. јул 1879.                     |                    | 1. август 1848.   |                   |
| Симеон Прица                     | 1816.                            | 1. фебруар 1845.                  |                    | 1. август 1844.   |                   |
| Николај Александрович Протасов   | 27. децембар 1798.               | 16. јануар 1855.                  |                    |                   | 3. јануар 1854.   |
| Ђорђе Протић                     | 1793.                            | 25. новембар 1857.                |                    |                   | 11. јун 1842.     |
| Петар Протић                     | 3.1825.                          | 4. септембар 1863.                | 13. јануар 1857.   |                   |                   |
| Медо Пуцић                       | 12. март 1821.                   | 30. јун 1882.                     | 10. јануар 1860.   |                   |                   |
| Вукашин Радишић                  | 1810.                            | 15. децембар 1843.                | 11. јун 1842.      |                   |                   |
| Михаило Радовановић              | 13. август 1840.                 | 4.1863.                           |                    | 13. јануар 1863.  |                   |
| Петар Радовановић                | 1808.                            | 3. март 1857.                     |                    | 11. јун 1842.     |                   |
| Милета Радојковић                | 1778.                            | 26. септембар 1852.               |                    |                   | 11. јун 1842.     |
| Радослав Јакоб Разлаг            | 12. јун 1826.                    | 5. јун 1880.                      | 13. јануар 1863.   |                   |                   |
| Јосиф Рајачић                    | 20. јул 1785.                    | 1. децембар 1861.                 |                    |                   | 2. јануар 1849.   |
| Јован Рајић                      | 1805.                            | 24. септембар 1856.               |                    | 11. јун 1842.     |                   |
| Леополд Ранке                    | 21. децембар 1795.               | 23. мај 1886.                     | 2. јануар 1849.    |                   |                   |
| Михаило Рашковић                 | 1827.                            | 3. октобар 1872.                  |                    | 13. јануар 1857.  |                   |
| Марко Ренијерис                  | 1815.                            | 1897.                             | 8. јануар 1861.    |                   |                   |
| Јован Ризнић                     | 18. септембар 1793.              | 14. новембар 1861.                |                    |                   | 3. јануар 1854.   |
| Јован Ристић                     | 4. јануар 1831.                  | 23. август / 4. септембар 1899.   |                    | 2. јануар 1855.   |                   |
| Сиприен Робер                    | 1807.                            | 1857.                             | 2. јануар 1849.    |                   |                   |
| Ђорђе Карло Руми                 | 18. новембар 1780.               | 5. април 1847.                    | 11. јун 1842.      |                   |                   |
| Алекса Симић                     | 18. март 1800.                   | 10. фебруар 1872.                 |                    |                   | 4. јануар 1853.   |
| Милан Симић                      | 17. март 1827.                   | 14. јул 1880.                     |                    | 3. јануар 1851.   |                   |
| Стојан Симић                     | 15. март 1797.                   | 10. март 1852.                    |                    |                   | 5. фебруар 1845.  |
| Евгеније Симеоновић              | 6. јануар 1815.                  | 24. април 1880.                   |                    |                   | 1. август 1848.   |
| Максим Симоновић                 | 1797.                            | 1849.                             | ?                  | ?                 | ?                 |
| Платон Симоновић                 | 15. јун 1795.                    | 14. јул 1866.                     | 11. јун 1842.      |                   |                   |
| Милован Спасић                   | 24. фебруар / 8. март 1818.      | 11/24. јун 1908.                  |                    | 10. фебруар 1845. |                   |
| Сава Сретеновић                  | 14. јануар 1828.                 | 30. септембар / 12. октобар 1893. |                    | 2. јануар 1855.   |                   |
| Пантелија Срећковић              | 3. новембар 1834.                | 8/21. јул 1903.                   |                    | 21. фебруар 1862. |                   |
| Павле Стаматовић                 | 11. април 1805.                  | 14. септембар 1864.               | 11. јун 1842.      |                   |                   |
| Андреја Стаменковић              | 1822.                            | 14. јануар 1861.                  |                    | 1. август 1848.   |                   |
| Игњат Станимировић               | 18. октобар 1812.                | 12. јануар 1878.                  |                    | 1. август 1844.   |                   |
| Павле Станишић (политичар)       | 10. март 1802.                   | 21. септембар 1863.               |                    |                   | 10. фебруар 1845. |
| Јован Стејић                     | 1803.                            | 23. новембар 1853.                |                    | 27. мај 1842.     |                   |
| Стефан Стефановић Тенка          | 5.1797.                          | 2. септембар 1865.                |                    |                   | 5. фебруар 1845.  |
| Владислав Стојадиновић           | 1802.                            | 1847.                             |                    | 11. јун 1842.     |                   |
| Ђорђе Стојаковић                 | 11. април 1811.                  | 16. новембар 1863.                | ?                  |                   |                   |
| Исидор Стојановић                | 1808.                            | 12. јул 1849.                     |                    | 27. мај 1842.     |                   |
| Стеван Ћоса Стојановић           | 1792.                            | 1. јул 1855.                      |                    |                   | 11. јун 1842.     |
| Александар Стојачковић           | 25. мај 1822.                    | 21. јун 1893.                     | 1. август 1848.    |                   |                   |
| Герасим Стојковић                | 1811.                            | 11. јул 1865.                     |                    | 13. јануар 1846.  |                   |
| Јован Суботић                    | 30. јануар 1817.                 | 16. јануар 1886.                  | 7. август 1844.    |                   |                   |
| Сава Поповић Текелија            | 17. август 1761.                 | 21. септембар 1842.               |                    |                   | 11. јун 1842.     |
| Димитрије Тирол                  | 31. мај 1793.                    | 18. март 1857.                    |                    | 27. мај 1842.     |                   |
| Имбро Игњатијевић Ткалац         | 6. мај 1824.                     | 6. јануар 1912.                   | 2. јануар 1855.    |                   |                   |
| Лазар Теодоровић                 | 1781.                            | 1. фебруар 1846.                  |                    |                   | 5. фебруар 1845.  |
| Ловро Томан                      | 10. август 1827.                 | 15. август 1870.                  | 13. јануар 1863.   |                   |                   |
| Димитрије Томић                  | ?                                | око 1871.                         |                    | 8. јануар 1850.   |                   |
| Иван Трнски                      | 1. мај 1819.                     | 17/30. јун 1910.                  | 21. јануар 1862.   |                   |                   |
| Даворин Трстењак                 | 8. новембар 1817.                | 3. фебруар 1890.                  | 13. јануар 1863.   |                   |                   |
| Ђорђе Пироћанац Ћирић            | 1820.                            | 25. октобар 1868.                 |                    | 4. јануар 1853.   |                   |
| Мартин Хатала                    | 4. новембар 1821.                | 11. децембар 1903.                | 13. јануар 1863.   |                   |                   |
| Јован Хаџић                      | 8. септембар 1799.               | 23. април 1869.                   | 11. јун 1842.      |                   |                   |
| Теодор Хербез                    | 1790.                            | 9/10. март 1866.                  |                    |                   | 3. јануар 1851.   |
| Филип Христић                    | 15/27. март 1819.                | 29. јануар / 11. фебруар 1905.    |                    | 13. јануар 1846.  |                   |
| Јозеф Милослав Хурбан            | 19. март 1817.                   | 21. фебруар 1888.                 | 1. август 1848.    |                   |                   |
| Ђорђе Ценић                      | 25. јануар / 6. фебруар 1825.    | 24. септембар / 7. октобар 1903.  |                    | 8. јануар 1850.   |                   |
| Војћех Адалбер Цибулски          | 10. април 1808.                  | 16. фебруар 1867.                 | 2. јануар 1849.    |                   |                   |
| Димитрије Црнобарац              | 25. октобар 1818.                | 14. јун 1872.                     |                    | 1. август 1848.   |                   |
| Коста Цукић                      | 13. април 1826.                  | 5. март 1879.                     |                    | 1. август 1848.   |                   |
| Јан Чапловић                     | 21. септембар 1780.              | 29. мај 1847.                     | 11. јун 1842.      |                   |                   |
| Александар Чварковић             | 3.1815.                          | 11. октобар 1872.                 |                    | 2. јануар 1855.   |                   |
| Патрик Черни                     | ?                                | 12. фебруар 1884.                 | 21. јануар 1862.   |                   |                   |
| Јанко Шафарик                    | 14. новембар 1814.               | 18. јул 1876.                     |                    | 1. август 1844.   |                   |
| Павле Јосиф Шафарик              | 13. мај 1795.                    | 26. јун 1861.                     | 11. јун 1842.      |                   |                   |
| Људевит Штур                     | 29. октобар 1815.                | 12. јануар 1856.                  | 7. август 1844.    |                   |                   |
| Богослав Шулек                   | 20. април 1816.                  | 30. новембар 1895.                | 21. јануар 1862.   |                   |                   |